# Каммельталь
Каммельталь (нем. Kammeltal) — община в Германии, в земле Бавария. 
Подчиняется административному округу Швабия. Входит в состав района Гюнцбург.  Расположен между Ульмом и Аугсбургом примерно в 11 км к юго-востоку от Гюнцбурга. Население составляет 3289 человек (на 2015 год). Занимает площадь 41,74 км².